# Monsbarth Géza

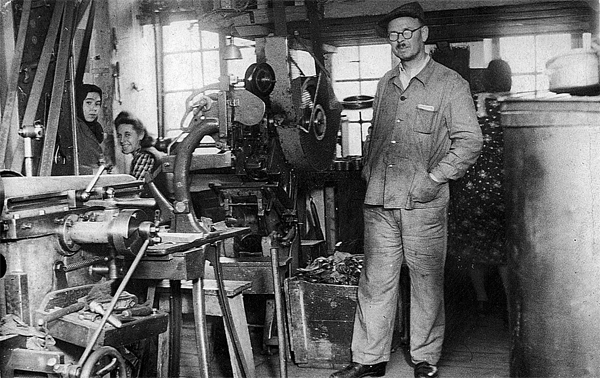
Monsbarth Géza portréja a játékkészítő gépével és alkalmazottaival

Monsbarth Géza (1901–1981)  a magyar bádogjáték-gyártás meghatározó alakja.

## Életpályája
Szerszámkészítőként 1933-ban váltotta ki az ipart. Néhány szerszámmal a lakásán kezdett dolgozni, majd Budapesten a Róna utcában bérelt egy pince és egy hátsó udvarhelyiséget. Lassan szaporodtak gépei, és munkatársainak száma. Különböző próbálkozások után 1936 és 1938 között fejlesztette ki főbb terméktípusait.

Tevékenységében 1938-1943-ig volt számára a legkedvezőbb időszak. Üzemének fennállása alatt összesen több mint 1 000 000 db trombitát, 550 000 db puskát, 100 000 db kardot gyártott. A játékokból nem maradtak meg hiteles mintadarabok, ezért a fennmaradt rajzok alapján, Antal nevű fiával, - aki szintén az üzemben dolgozott – 1987-ben a Játékanno munkatársai hasonmás darabokat készítettek. Ezekből mintadarabok a Kecskeméti Szórakaténusz Játékmúzeum gyűjteményébe és a Játékanno gyűjteménybe is kerültek.

## Nevezetes játékai

### Dugós puskák, trombiták és a kardok
A trombiták rézlemezből készültek (0,2 mm-es), előhajlítva, forrasztva, peremezve. A fúvókák porcelánból voltak, amit a Kőbányai Porcelángyár állított elő. A megbízható minőségű és elfogadható árú fiújátékok, felkeltették a kereskedők érdeklődését. Ezek a játékok ugyanis tartósabbak, komolyabbak voltak a bazári papír- vagy fajátékoknál, ugyanakkor a sorozatgyártásnak köszönhetően, nem a gazdagabb polgárok, hanem a szélesebb tömegek pénztárcájához igazodtak. A piac kielégíthetetlennek látszott. Az emberek számát egészen 17-18 főig növelte. Ez időre már a famunkákat is üzemében készítették. Évente 100-120.000 db trombitát készített.
A trombitákból négyféle típus készült. A hosszúkás, kürtszerű trombita, és háromféle méretű tányéros trombita (hosszuk: 100 mm, 125 mm, 200 mm). Nagyságukon kívül, tányérjuk alakjában is különböztek. Törzsükre fogantyút forrasztottak, majd polírozás után különböző színű bojtokkal díszítették. A játéktrombiták nem saját, hanem úgynevezett SEGÉDHANGOK segítségével szólaltak meg. 
A hatféle puska közül a legolcsóbbak és legnépszerűbbek a „0”-k voltak. Ezeknek a tusa 18 cm hosszúságú puha fából (deszkából fűrészelve) készült, amelyet matt, bordós-piros színű páccal kezeltek. A csövük mintegy 4–5 cm-t lógott túl. A csövükbe egy dugót kellett dugni, amit hosszú madzag kötött össze a puskatussal. A felhúzószerkezettel rugó ellenében egy dugattyút húztak hátra. A ravasz kioldotta a felhúzó végállásrögzítőjét, és a hirtelen összenyomott levegő a parafát, pukkanás kíséretében kilőtte. A puskákból is 50-60 ezret sikerült értékesítenie.
Szép és összetett munka volt a kard elkészítése is. Hüvelye nikkelezett lemezből, fogantyúja festett (piros-fekete) fából készült. 1939 és 1941 között érte el a termelés a csúcspontja. Idényben, júliustól karácsonyig nem tudtak eleget termelni. 
A befolyó pénz lehetővé tette, hogy a konkurencia elől felvásárolja a nyersanyagot. A magyar játékgyártásban addig szokatlan aktivitással és rafinériával törekedett piaci pozíciójának növelésére. Híre eljutott Liebner bácsihoz, aki köztudottan csak a kor legfinomabb játékaival foglalkozott. Ismerkedésükből üzlet lett, és a gyártmányok száma ismét bővült. A tapadós puskát és a nehéz kardot, egyezségük szerint máshol nem értékesíthette.

### Csigasíp, szájharmónika, babacsörgő
1942-ben új termékkel jelent meg, a csigasíppal, melyet német minta alapján készített, fejlett technológiával. Vékony nikkelezett acélszalagból gyártotta, belsejébe fagolyót rakott. Ezután elkezdték a szájharmónika gyártásához a felszerszámozást. Mivel nem sikerült olyan minőségű harmonikát szériában készíteni, amihez a nevét adta volna, a gyártásról lemondott. 1943-ban ismét új termékkel, babacsörgővel próbálkozott, alumíniumból két félgömböt sajtolt, amelynek mintájaként gyerekfej dombormű szolgált. A háborús időszak miatt csupán pár ezer darabot rendeltek.

### Babaétkészlet
1947-1948-ban már csak 8-9 fő dolgozott az üzemben. Vérmes reményeket nem táplálva, kisebb mennyiségben gyártotta a már bevált termékeket. Ebben az időben még egy terméke volt: a babaétkészlet. Nagy mennyiségű lábost, fazekat, tarkedlisütőt, merő és evőkanalat, kést stb-t szállított a kereskedőknek.  Üzemét 1949 decemberében államosították, majd 1951-ben felszámolták, szerszámait és gépeit a győri Lemezárugyárba és a Budapesti Fémtömegcikk Állami Vállalat Máriássi utcai telepére szállították.

### A táncoló baba
Monsbarth Géza 1958-ban részt vett egy táncoló baba kirakati dekoráció felszerszámozásában.